# زوران أنتيتش
زوران أنتيتش هو لاعب كرة قدم صربي في مركز الدفاع، ولد في 7 فبراير 1975 في جيلان في كوسوفو. لعب مع رادنيتشكي نيش وهايدوك كولا.